# Курсовертикаль

Бесплатформенная курсовертикаль на микромеханических гироскопах

Курсовертикаль — прибор, поставляющий данные об углах между географической системой координат (ГСК) и связанной системой координат (ССК), начальная точка которой совпадает с начальной точкой ГСК, а оси соответствуют, как правило — Y — продольной оси, Z — вертикальной, X — перпендикулярной им боковой оси транспортного средства, на котором установлена курсовертикаль.
В высоких широтах вместо географической используется полусвободная в азимуте система координат. Технически курсовертикаль чаще всего реализуется как гировертикаль и датчик курса, сделанный, как правило, также на основе гироскопа и иногда корректируемый, например показаниями приёмника спутниковой системы позиционирования и навигации.

Три платформенные курсовертикали КВ-1 системы «Румб-1А» в отсеке самолёта Ту-22М

## Измерение углов поворота и матрицы направляющих косинусов
Математически трёхгранник в ГСК можно перевести в трёхгранники связанной системы координат тремя последовательными поворотами.
1. По оси Z на угол {\displaystyle \Phi _{z}=-H} — угол курса (рысканье, yaw). Курс по традиции отсчитывается по часовой стрелке, {\displaystyle \Phi _{z}} — по общим правилам — против часовой.
2. По оси X на угол {\displaystyle \Phi _{x}=\vartheta } — угол тангажа (pitch).
3. По оси Y на угол {\displaystyle \Phi _{y}=\gamma } — угол крена (roll).

В матричной форме переход между географической и связанной системой координат осуществляется по формуле
{\displaystyle {\begin{bmatrix}X_{b}\\Y_{b}\\Z_{b}\end{bmatrix}}={\begin{bmatrix}C_{11}&C_{12}&C_{13}\\C_{21}&C_{22}&C_{23}\\C_{31}&C_{32}&C_{33}\\\end{bmatrix}}{\begin{bmatrix}X_{g}\\Y_{g}\\Z_{g}\end{bmatrix}}.}
При этом коэффициенты матрицы принимают значения
{\displaystyle C_{11}=\cos \Phi _{y}\cos \Phi _{z}-\sin \Phi _{x}\sin \Phi _{y}\sin \Phi _{z},}
{\displaystyle C_{12}=\cos \Phi _{y}\sin \Phi _{z}+\sin \Phi _{x}\sin \Phi _{y}\cos \Phi _{z},}
{\displaystyle C_{13}=-\cos \Phi _{x}\sin \Phi _{y},}
{\displaystyle C_{21}=-\cos \Phi _{x}\sin \Phi _{y},}
{\displaystyle C_{22}=-\cos \Phi _{z}\sin \Phi _{x},}
{\displaystyle C_{23}=\sin \Phi _{x},}
{\displaystyle C_{31}=\sin \Phi _{y}\cos \Phi _{z}+\sin \Phi _{x}\cos \Phi _{y}\sin \Phi _{z},}
{\displaystyle C_{32}=\sin \Phi _{y}\sin \Phi _{x}-\sin \Phi _{x}\cos \Phi _{y}\cos \Phi _{z},}
{\displaystyle C_{33}=\cos \Phi _{x}\cos \Phi _{y}.}

## Внутреннее устройство курсовертикали
Соответственно курсовертикаль должна иметь три гироскопа, измеряющих повороты системы по этим трём углам. На деле, однако, курсовертикаль может измерять углы между связанной и так называемой «платформенной» системой координат, которая совпадает с ГСК в начале работы курсовертикали, однако не совершает вместе с нею вращения относительно инерциальной системы координат, поэтому для коррекции необходимо сообщать курсовертикали сведения о текущей широте, долготе и высоте транспортного средства, на котором установлен прибор. Используя эту информацию, можно провести адекватное преобразование из «платформенной» системы координат в ГСК.

## Исполнение
В случае резервирования применяются многоканальные системы, работающие одновременно и параллельно и выдающие сигналы потребителям. Примером может служить трёхканальный (трижды резервированный) комплекс курсовертикалей типа «Румб-1 (А, Б)», который устанавливается на некоторых отечественных тяжёлых самолётах. На более лёгких самолётах устанавливается система ИКВ-1, технически представляющая собой один канал системы «Румб-1».

## Выставка системы
Выставкой системы является задание верной начальной ориентации прибора в географической системе координат либо поворотом платформы, либо алгоритмически. Выставка проходит в два этапа — горизонтирование и выставка в азимуте.
Горизонтирование осуществляется чаще всего с помощью акселерометров (внутренних или внешних). При указании точной широты горизонтирование можно провести используя только гироскопы, измеряя вращение Земли. При выставке вертикали с помощью акселерометров возможно наоборот, определить с помощью гироскопов широту. Выставка в азимуте осуществляется с помощью гироскопов.
Выставка комплекса Румб-1А занимает 20 минут — это минимальное время, необходимое на подготовку самолёта к вылету.